# Markaz Nāşir
Markaz Nāşir (arabiska: مركز ناصر) är en region i Egypten.   Den ligger i guvernementet Beni Suef, i den centrala delen av landet, 100 km söder om huvudstaden Kairo.